# Kelsey Stevenson
Kelsey Stevenson (* 29. Mai 1990 in Toronto, Ontario) ist ein kanadischer Tennisspieler.

## Karriere
Stevenson spielte bis 2008 auf der ITF Junior Tour. In der Jugend-Rangliste erreichte er mit Rang 124 seine höchste Notierung.
Bei den Profis spielte Stevenson ab 2009. 2011 konnte er sich erstmals in der Tennisweltrangliste platzieren, jeweils knapp in den Top 1000. Im Doppel gewann er zudem seinen ersten Titel auf der ITF Future Tour. In den folgenden Jahren war er außerhalb der Top 1000 platziert, erst 2017 gewann er seinen zweiten Future-Titel im Doppel, während er im Einzel 2016 das erste Mal überhaupt ein Halbfinale erreichen konnte. 2018 gewann er den dritten Doppeltitel und zog im Einzel in sein erstes Finale ein. Im Ranking stand er so am Jahresende auf Platz 866 im Einzel und 765 im Doppel. 2019 gewann Stevenson den ersten Einzeltitel und zwei weiteren Doppeltitel, während er auch in der Rangliste weiter nach vorne kletterte. Im November 2020 stieg er auf Platz 654 im Einzel, sein Karrierehoch. 2020 und 2021 gewann er keine Titel.
2022 wurde sein bis dato erfolgreichstes Jahr im Doppel, von sieben erreichten Future-Finals gewann er zwei. Darüber hinaus spielte er seine ersten Matches auf der ATP Challenger Tour. Dort überraschte er mit seinem Partner Billy Harris die Konkurrenz und gewann das Challenger-Turnier von Winnipeg. Er beendete das Jahr im Doppel damit auf Platz 278, kurz hinter seinem Karrierehoch von Rang 245.

## Erfolge
| Legende (Anzahl der Siege) |
| Grand Slam                 |
| ATP Finals                 |
| ATP Tour Masters 1000      |
| ATP Tour 500               |
| ATP Tour 250               |
| ATP Challenger Tour (1)    |

### Doppel

#### Turniersiege
| Nr. | Datum         | Turnier  | Belag     | Partner      | Finalgegner                   | Ergebnis          |
| --- | ------------- | -------- | --------- | ------------ | ----------------------------- | ----------------- |
| 1.  | 30. Juli 2022 | Winnipeg | Hartplatz | Billy Harris | John-Patrick Smith Max Schnur | 2:6, 7:69, [10:8] |